# Carex savaiiensis
Carex savaiiensis är en halvgräsart som beskrevs av Georg Kükenthal. Carex savaiiensis ingår i släktet starrar, och familjen halvgräs.
Artens utbredningsområde är Samoa. Inga underarter finns listade i Catalogue of Life.